# Всесвятське (Самарівський район)
Всесвя́тське — село в Україні, у Губиниській селищній громаді Самарівського району Дніпропетровської області. Населення за переписом 2001 року становить 602 особи.
У селі формується екопоселення родових маєтків.

## Географія
Село Всесвятське знаходиться на правому березі річки Самара, вище за течією на відстані 2,5 км розташоване село Василівка, нижче за течією на відстані 4,5 км розташоване село Андріївка. По селу протікає пересихаючий струмок з загатою.

## Історія
Станом на 1886 рік в селі Попаснянської волості мешкало 794 особи, налічувався 161 двір.

## Релігія
В селі розташований Храм Усіх Святих ПЦУ.

## Населення
Згідно з переписом УРСР 1989 року чисельність наявного населення села становила 713 осіб, з яких 324 чоловіки та 389 жінок.
За переписом населення України 2001 року в селі мешкало 599 осіб.

### Мова
Розподіл населення за рідною мовою за даними перепису 2001 року:
| Мова       | Відсоток |
| ---------- | -------- |
| українська | 93,36 %  |
| російська  | 5,98 %   |
| білоруська | 0,50 %   |

## Економіка
- «Відрадне», ТОВ.
- «Чорнодуб», фермерське господарство.
- База відпочинку «Сосновий бір».

## Об'єкти соціальної сфери
- Школа I—II ст.